# Madotheca nigricans
Madotheca nigricans là một loài rêu trong họ Porellaceae. Loài này được Stephani mô tả khoa học đầu tiên năm 1910.
Danh pháp khoa học của loài này chưa được làm sáng tỏ. 